# 1858.
◄ | 18. stoljeće | 19. stoljeće | 20. stoljeće | ►
◄ | 1820-ih | 1830-ih | 1840-ih | 1850-ih | 1860-ih | 1870-ih | 1880-ih | ►
◄◄ | ◄ | 1855. | 1856. | 1857. | 1858. | 1859. | 1860. | 1861. | ► | ►►
Arhitektura • Astronomija • Biologija • Fotografija • Glazba • Kazalište • Kemija • Kiparstvo • Knjige • Književnost • Kršćanstvo • Meteorologija • Medicina • Planinarstvo • Politika • Pravo • Promet • Slikarstvo • Šport • Znanost • Željeznički promet

## Događaji
- od 11. veljače do 16. srpnja – Gospina ukazanja u Lourdesu.

## Rođenja
- 7. siječnja – Eliezer Ben-Yehuda, židovski jezikoslovac († 1922.)
- 8. veljače – Josip Kozarac, hrvatski književnik († 1906.)
- 23. travnja – Max Planck, njemački fizičar († 1947.)
- 11. srpnja – Ignjat Borštnik, slovensko-hrvatski glumac († 1919.)
- 11. kolovoza – Christiaan Eijkman, nizozemski liječnik, nobelovac († 1930.)
- 15. rujna – Charles de Foucauld, francuski istraživač i pustinjak († 1918.)
- 3. listopada – Eleonora Giulia Amelie Duse, talijanska glumica († 1924.)
- 27. listopada – Theodore Roosevelt, američki političar i predsjednik († 1919.)
- 31. listopada – Maximilian Njegovan, austro-ugarski admiral († 1930.)
- 20. studenog – Selma Lagerlöf, švedska književnica († 1940.)
- 22. prosinca – Giacomo Puccini, talijanski skladatelj († 1924.)

## Smrti
- 5. siječnja – Josef Radetzky, austrijski feldmaršal (* 1766.)
- 18. ožujka – Aleksander Terplan, slovenski književnik u Ugarskoj (* 1816.)
- 16. lipnja – John Snow, britanski liječnik, jedan od osnivača epidemiologije (* 1813.)
- 5. srpnja – Vjekoslav Karas, hrvatski slikar (* 1821.)
- 17. prosinca –  Morren, Charles François Antoine – belgijski botaničar i hortikulturist  (* 1807.)

## Vanjske poveznice
|  | Zajednički poslužitelj ima još gradiva o temi 1858. |